# Acacia cinerea
Acacia cinerea é uma espécie de leguminosa do gênero Acacia, pertencente à família Fabaceae.